# Ремез Олекса
Оле́кса Реме́з — актор у театрі «Руська Бесіда» у 1906—09 у Львові, в 1910—12 pp. помічник режисера (Г. Хоткевича, згодом Л. Курбаса) і адміністратор «Гуцульського театру», організованого в селі Красноїлі, з яким у 1911 — 12 pp. відбув два турне Галичиною та Буковиною.